# Hoogvinlantaarnhaai
De hoogvinlantaarnhaai (Centroscyllium excelsum) is een vissensoort uit de familie van de doornhaaien (Etmopteridae). De wetenschappelijke naam van de soort is voor het eerst geldig gepubliceerd in 1990 door Shirai & Nakaya.